# Abacoclytus
Abacoclytus är ett släkte av skalbaggar som ingår i familjen långhorningar.

## Arter
- Abacoclytus felicisrosettae
- Abacoclytus ventripennis